# Cirrhilabrus bathyphilus
Cirrhilabrus bathyphilus (Randall & Nagareda, 2002) è un pesce d'acqua salata appartenente alla famiglia Labridae.

## Distribuzione e habitat
Proviene dalle barriere coralline del Mar dei Coralli, nell'oceano Pacifico occidentale. Si può trovare fino a 217 m di profondità.

## Descrizione
Presenta un corpo allungato, compresso lateralmente e con la testa dal margine arrotondato. La pinna caudale non è biforcuta. La lunghezza massima registrata è di 7,6 cm.
Le femmine sono rosse con il ventre giallo e le pinne trasparenti, mentre i maschi hanno il corpo dello stesso colore ma le pinne molto più ampie e colorate. La pinna dorsale è alta, violacea con il bordo blu scuro, la pinna anale è più corta ma ugualmente alta. La pinna caudale ha il bordo scuro. Somiglia abbastanza a Cirrhilabrus nahackyi.

## Riproduzione
È oviparo e la fecondazione è esterna; non ci sono cure nei confronti delle uova.

## Conservazione
Questa specie viene classificata come "a rischio minimo" (LC) dalla lista rossa IUCN perché viene talvolta pescata per essere tenuta in acquario ma non si hanno informazioni precise sulla popolazione.